# 大守隆
大守 隆（おおもり たかし、1951年3月18日 - ）は、日本の経済学者。国立研究開発法人科学技術振興機構・社会技術研究開発センター領域総括（持続可能な多世代共創社会のデザイン領域）。専攻は環境経済学など。D.Phil.（オックスフォード大学 1990年）。

## 人物
東京都出身。東教大附属駒場高校を経て1974年に東京大学工学部都市工学科を卒業し、同年経済企画庁入庁。大阪大学経済学部教授、経済企画庁調査局内国調査第一課長、内閣府大臣官房審議官（経済財政－運営担当）、内閣府経済社会総合研究所次長（兼）経済財政担当大臣国際経済アドバイザー等を歴任し、2006年退官。その後、UBS証券チーフエコノミスト、内閣府政策参与、アジア太平洋経済協力会議（APEC）経済委員会議長、東京都市大学環境情報学部教授等を経て、2016年より現職。

## 主な著書
- 「介護保険のマクロ経済効果とその運営のあり方に関する一考察」（大阪大学経済学部・大学院国際公共政策研究科、1997年）
- 「介護の経済学」（共著 東洋経済新報社、1998年）
- 「GDP四半期速報の推計手法に関する統計学的一考察」（内閣府経済社会総合研究所、2002年）
- 「日本経済読本」（共編 東洋経済新報社、2001年、2004年）
- 「ソーシャル・キャピタル　現代経済社会のガバナンスの基礎」（共編 東洋経済新報社、2004年）
- 「ソーシャル・キャピタルのフロンティア　その到達点と可能性」（共編 ミネルヴァ書房、2011年）
- 「入門テキスト　環境とエネルギーの経済学」（東洋経済新報社、2016年）

## 論文
- 国立情報学研究所収録論文 国立情報学研究所